# Магометов, Ахурбек Алиханович
Ахурбе́к Алиха́нович Магоме́тов (род. 30 октября 1936, Дур-Дур, Северо-Осетинская АССР) — советский и российский историк, писатель, педагог. Ректор (1990—2006) и президент Северо-Осетинского государственного университета, доктор исторических наук, профессор, чл.-корр. РАО.

## Биография
Родился 30 октября 1936 года в селе Дур-Дур Северной Осетии.
В 1958 году окончил историко-филологический факультет Северо-Осетинского университета.
В 1958—1971 годах — сотрудник ряда изданий.
С 1971 года в Северо-Осетинском университете. В 1974 году защитил кандидатскую диссертацию «Большевистская печать в борьбе за установление Советской власти на Тереке, 1917—1920 гг.». в 1981 году — докторскую диссертацию «Исторический опыт КПСС по руководству партийно-советской печатью автономных республик Северного Кавказа (1921—1925 гг.)». Руководил кафедрами научного коммунизма и политологии.
В 1990 году был избран ректором университета, а в 2006 — президентом.
Автор более 300 научных трудов, в том числе 12 монографий, повести, рассказы, очерки.
По данным вольного сетевого сообщества «Диссернет», являлся научным руководителем докторской диссертации, защищенной в 2012 году, которая содержит масштабные заимствования, не оформленные как цитаты

## Награды
- Орден «За заслуги перед Отечеством» III степени (2000)[2]
- Орден «За заслуги перед Отечеством» IV степени (2006)[3]
- Орден Трудового Красного Знамени (1990)
- Орден Почёта (2017)
- Орден Дружбы
- Заслуженный деятель науки Российской Федерации
- Медали
- Лауреат Государственной премии имени Коста Хетагурова (Северная Осетия)